# ولرشایم
ولرشایم (به آلمانی: Wollersheim) یک منطقهٔ مسکونی در آلمان است که در نیدگن واقع شده‌است. ولرشایم ۱۰٫۴۶ کیلومتر مربع مساحت دارد ۲۳۹ متر بالاتر از سطح دریا واقع شده‌است.